# Grupo de Forcados Amadores Lusitanos
O Grupo de Forcados Amadores Lusitanos foi um grupo de forcados de Portugal. Os Amadores Lusitanos foram fundados a 10 de Junho de 1979, tendo a estreia decorrido numa corrida de gala à antiga portuguesa na Monumental de Caracas, na Venezuela.

## História
O objectivo do Grupo era de organizar uma selecção de forcados integrantes de vários grupos para levar a arte de pegar toiros à América Latina, onde já anteriormente actuara no México um primeiro grupo de forcados portugueses comandado por Simão Malta, em 1970.
Sob a liderança do Cabo fundador Fernando Hilário a estreia dos Amadores Lusitanos decorreu numa corrida de gala à antiga portuguesa realizada a 10 de Junho de 1979 na Monumental de Caracas, na Venezuela. Perante toiros mexicanos de Torrecilla actuaram José Samuel Lupi, José Cortes e Alfredo Conde. Pegaram em solitário os Amadores Lusitanos. Foi forcados fundadores: Fernando Hilário (Cabo), Carlos Serra, António Lapa, Rogério Amaro, Maximino Luís, José Figueiredo, Francisco Costa Montezo, Francisco Tomaz, António Graça, José Horta, Silvino Bento, Cesário Pedro, António Ferreira, Porfírio Santos e António Barata. 
O Grupo fez diversas digressões, tendo actuado na Monumental de Madrid, na Monumental do México, no Coliseu de Nimes e na Monumental de Bogotá. Os Amadores Lusitanos viriam a consolidar-se também com actuações regulares em Portugal.
O Grupo de Forcados Amadores Lusitanos veio a extinguir-se no decurso da década de 1990.

## Cabos
1. Fernando Hilário
2. Francisco Costa Montezo